# Gino Conforti
Gino Conforti (* 30. Januar 1932 in Chicago, Illinois) ist ein US-amerikanischer Schauspieler.

## Leben
Gino Conforti wurde 1932 in Chicago, im US-Bundesstaat Illinois geboren. Er ist Italienischer Abstammung. Seit 1968 war er in mehr als 90 Film- und Fernsehrollen zu sehen.

## Filmografie
- 1967–1970: The Flying Nun
- 1968: How Sweet It Is!
- 1968: The Outcasts
- 1968: Ihr Auftritt, Al Mundy (It Takes a Thief)
- 1968: Mini-Max (Get Smart)
- 1969: The High Chaparral
- 1969: Viva Max!
- 1969, 1970: Room 222
- 1969, 1970: That Girl
- 1970: Barfuß im Park (Barefoot in the Park)
- 1970: Arnie
- 1970, 1971: Mary Tyler Moore (The Mary Tyler Moore Show)
- 1970–1973: Love, American Style
- 1970–1973: Die Partridge Familie (The Partridge Family)
- 1971: Don't Push, I'll Charge When I'm Ready
- 1971: What's a Nice Girl like You...?
- 1972: Fuzz
- 1972: Der Mann von La Mancha (Man of La Mancha)
- 1972: Die Waltons (The Waltons)
- 1973: Poor Devil
- 1973: Twen-Police (The Mod Squad)
- 1973: A Touch of Grace
- 1973: Columbo: Ein Hauch von Mord
- 1973: Griff
- 1973: Temperatures Rising
- 1973: The Man of Destiny
- 1973: The New Perry Mason
- 1973: Here's Lucy
- 1974: McMillan & Wife
- 1974: Thursday's Game
- 1975: Lucy Gets Lucky
- 1975: Die Zwei mit dem Dreh (Switch)
- 1975: Three for Two
- 1975–1979: Starsky & Hutch
- 1976: The Practice
- 1976: Hawmps!
- 1976: Mary Hartman, Mary Hartman
- 1976: The Blue Knight
- 1977: Stonestreet: Who Killed the Centerfold Model?
- 1977: Laverne & Shirley
- 1977: Der Mann in den Bergen (The Life and Times of Grizzly Adams)
- 1977: It Happened One Christmas
- 1978: Chico and the Man
- 1978: The Krofft Comedy Hour
- 1978: The Hardy Boys/Nancy Drew Mysteries
- 1979: Happy Days
- 1979: Time Express
- 1979, 1984: Die Jeffersons (The Jeffersons)
- 1980: Buck Rogers in the 25th Century
- 1980: Between the Lines
- 1980: More Wild Wild West
- 1981: CHiPs
- 1981: Quincy (Quincy, M.E.)
- 1981: Hart aber herzlich (Hart to Hart)
- 1981: Bungle Abbey
- 1981: Today's FBI
- 1981: The Time Crystal
- 1981–1982: Herzbube mit zwei Damen (Three's Company)
- 1982: Ein Colt für alle Fälle (The Fall Guy)
- 1983: Murder 1, Dancer 0
- 1983: Simon & Simon
- 1984: Cover Up
- 1986: Trio mit vier Fäusten (Riptide)
- 1986: Wildfire
- 1986: Galaxy High School
- 1986, 1987: Night Court
- 1986, 1988: Small Wonder
- 1986, 1988: California Clan (Santa Barbara)
- 1987: Me & Mrs. C.
- 1987: DuckTales – Neues aus Entenhausen (DuckTales)
- 1988: Disneys Gummibärenbande (Adventures of the Gummi Bears)
- 1989: 13 East
- 1990: Mama's Family
- 1990: Alle unter einem Dach (Family Matters)
- 1990: Good Grief
- 1990: The Gumshoe Kid
- 1990: Instant Karma
- 1992: The Magic Voyage
- 1992: Zeit der Sehnsucht (Days of Our Lives)
- 1993: Bigfoot und die Hendersons (Harry and the Hendersons)
- 1993: Beverly Hills, 90210
- 1994: Däumeline (Thumbelina)
- 1997: Susan (Suddenly Susan)
- 1998: JAG – Im Auftrag der Ehre (JAG)
- 1999: Michael Landon, the Father I Knew
- 2000: Godzilla – Die Serie (Godzilla: The Series)
- 2001: Die Monster AG (Monsters, Inc.)
- 2008: General Hospital
- 2009: Illuminati (Angels & Demons)